# Antonia Truppo
Antonia Truppo (Nápoles, 14 de febrero de 1977) es una actriz italiana, ganadora en dos ocasiones del Premio David de Donatello a la mejor actriz de reparto.

## Biografía
Criada en el barrio napolitano de Secondigliano, Antonia Truppo se diplomó en 1998 en la Academia de Arte Dramático del Teatro Bellini de Nápoles. Sus primeras experiencias teatrales (1996-1997) fueron con el director Tato Russo, entonces director del Teatro Bellini. Como actriz profesional, fue contratada por Carlo Croccolo para El enfermo imaginario de Molière y Miseria y nobleza de Eduardo Scarpetta. Paralelamente, en Roma conoció a Fausto Paravidino y Filippo Dini, fundadores de la compañía Gloriababbi Teatro, participando en sus producciones.
Se dio a conocer por sus interpretaciones sobre el escenario junto a Carlo Cecchi, a quien conoció en el set de Luna rossa, especialmente gracias a las adaptaciones de Seis personajes en busca de autor de Luigi Pirandello, en el papel de La Hijastra, actuación que le valió el Premio E.T.I. Gli Olimpici del Teatro, y de Tartufo de Molière.
Debutó en el cine en 2001, interpretando a Orsola en la película Luna rossa de Antonio Capuano, seguida poco después por La volpe a tre zampe de Sandro Dionisio. Sin embargo, tuvo que esperar cuatro años para alcanzar notoriedad, gracias al papel en La squadra, una serie policial emitida por Rai 3, en la que interpretó a la agente Paola Criscuolo.
En 2016 ganó el David de Donatello a la mejor actriz de reparto por su interpretación de Nunzia en Le llamaban Jeeg Robot de Gabriele Mainetti. En 2017 recibió otro David de Donatello a la mejor actriz de reparto por el papel de Titti en la película Indivisibili de Edoardo De Angelis. En 2019 fue la protagonista de la película Pop Black Posta, de Marco Pollini. En 2020 interpretó a Terry en la película Ultras, dirigida por Francesco Lettieri. Además de actriz, fue guionista y productora de la película Piano Piano, de Nicola Prosatore.

## Teatro
- Masaniello, texto y dirección de Tato Russo (1996)
- Viva Diego, texto y dirección de Tato Russo (1997)
- Il malato immaginario, de Molière, dirección de Carlo Croccolo (1998)
- Gabriele, de Fausto Paravidino y Giampiero Rappa, dirección de Giampiero Rappa (1999)
- Miseria e nobiltà, de Eduardo Scarpetta, dirección de Carlo Croccolo (1999)
- Due fratelli, de Fausto Paravidino, dirección de Filippo Dini (2000)
- Le nozze, de Antón Chéjov, dirección de Carlo Cecchi (2000)
- Trinciapollo, texto y dirección de Fausto Paravidino (2000)
- Leonce e Lena, de Georg Büchner, dirección de Carlo Cecchi (2001)
- Genova 01, de Fausto Paravidino, dirección de Filippo Dini (2002)
- Zenit, de Giampiero Rappa y Barbara Petrini, dirección de Giampiero Rappa (2003)
- Sei personaggi in cerca d'autore, de Luigi Pirandello, dirección de Carlo Cecchi (2003)
- Tartufo, de Molière, dirección de Carlo Cecchi (2007)
- La serata a Colono, de Elsa Morante, dirección y escenas de Mario Martone (2013)
- Uomo e galantuomo, de Eduardo De Filippo, dirección de Alessandro D'Alatri, Borgio Verezzi (2013)
- La dodicesima notte, de William Shakespeare, dirección de Carlo Cecchi, Estate Teatrale Veronese (2014)

## Filmografía

### Cine
- Luna rossa, de Antonio Capuano (2001)
- La volpe a tre zampe, de Sandro Dionisio (2001)
- I cinghiali di Portici, de Diego Olivares (2003)
- Lo spazio bianco, de Francesca Comencini (2009)
- La doppia ora, de Giuseppe Capotondi (2009)
- La kryptonite nella borsa, de Ivan Cotroneo (2011)
- Meglio se stai zitta, de Elena Bouryka (cortometraggio, 2013)
- L'amore non perdona, de Stefano Consiglio (2014)
- Senza fiato, de Raffaele e Fabio Verzillo (2015)
- Le llamaban Jeeg Robot, de Gabriele Mainetti (2015)
- Indivisibili, de Edoardo De Angelis (2016)
- Omicidio all'italiana, de Maccio Capatonda (2017)
- Gli sdraiati, de Francesca Archibugi (2017)
- Stato di ebbrezza, de Luca Biglione (2018)
- Se son rose, de Leonardo Pieraccioni (2018)
- Copperman, de Eros Puglielli (2019)
- Pop Black Posta, de Marco Pollini (2019)
- Ultras, de Francesco Lettieri (2020)
- 7 horas para enamorarte, de Giampaolo Morelli (2020)
- Lasciami andare, de Stefano Mordini (2020)
- Il mio corpo vi seppellirà, de Giovanni La Parola (2021)
- Aquí me río yo, de Mario Martone (2021)
- Benvenuti in casa Esposito, de Gianluca Ansanelli (2021)
- Piano piano, de Nicola Prosatore (2023)
- Nata per te, de Fabio Mollo (2023)
- El tren de los niños, de Cristina Comencini (2024)
- Iddu - L'ultimo padrino,  de Fabio Grassadonia e Antonio Piazza (2024)
- Non sono quello che sono, de Edoardo Leo (2024)

### Televisión
- La squadra 6, varios directores - serie de televisión (2005)
- Crimini - episodio 2 "Il covo di Teresa", de Stefano Sollima (2006)
- Mujeres de acero, de Monica Vullo (2007)
- Il segreto di Arianna, de Gianni Lepre (2007)
- Il commissario De Luca, episodio Carta bianca, de Antonio Frazzi (2008)
- Napoli milionaria!, de Franza Di Rosa - telefilme (2011)
- Questi fantasmi, de Franza Di Rosa - telefilme (2011)
- Sabato, domenica e lunedì, de Franza Di Rosa - telefilme (2012)
- Il clan dei camorristi, de Alexis Sweet y Alessandro Angelini - serie de televisión (2013)
- Per amore del mio popolo, de Antonio Frazzi - miniserie (2014)
- L'ispettore Coliandro 6, de Manetti Bros. - serie de televisión, episodio 3 "Il team" (2017)
- Sotto copertura - La cattura di Zagaria, de Giulio Manfredonia – serie de televisión, 5 episodios (2017)
- The Generi - serie de televisión, creada por Maccio Capatonda (2018)
- El comisario Montalbano - serie de televisión, episodio 37 "Il metodo Catalanotti" (2021)
- Crazy for Football - Matti per il calcio, de Volfango De Biasi - telefilme (2021)
- Corpo libero, de Cosima Spender y Valerio Bonelli - serie Paramount+ (2022)
- Tutto per mio figlio, de Umberto Marino - telefilme (2022)
- Mare fuori (cuarta y quinta temporada), de Ivan Silvestrini, Ludovico Di Martino y Francesca Amitrano – serie de televisión (2024-2025)
- Champagne - Peppino di Capri, de Cinzia TH Torrini – telefilme (2025)

## Premios y nominaciones

### Cine
David de Donatello
| Año  | Categoría               | Película               | Resultado |
| ---- | ----------------------- | ---------------------- | --------- |
| 2016 | Mejor actriz de reparto | Le llamaban Jeeg Robot | Ganadora  |
| 2017 | Mejor actriz de reparto | Indivisibili           | Ganadora  |

Nastro d'argento
| Año  | Categoría   | Película    | Resultado |
| ---- | ----------- | ----------- | --------- |
| 2020 | Mejor guion | Piano piano | Nominada  |

Ciak d'oro
| Año  | Categoría               | Película                   | Resultado |
| ---- | ----------------------- | -------------------------- | --------- |
| 2016 | Mejor actriz de reparto | Le llamaban Jeeg Robot     | Nominada  |
| 2017 | Mejor actriz de reparto | Indivisibili               | Nominada  |
| 2021 | Mejor actriz            | Il mio corpo vi seppellirà | Nominada  |

### Teatro
Premio Ubu
| Año  | Categoría               | Obra teatral       | Resultado |
| ---- | ----------------------- | ------------------ | --------- |
| 2013 | Mejor actriz de reparto | La serata a Colono | Ganadora  |